# Pompeo Batoni
Pompeo Girolamo Batoni (også Battoni) (født 25. januar 1708 i Lucca, død 4. februar 1787 i Rom) var en italiensk maler.

## Liv og gerning
Han kom i lære i Rom hos tidens manierister; men nok så stærke impulser modtog han fra antikken og Rafael. Hans omhyggelig gennemførte, akademisk-kolde arbejder med den glatte overflade og den forholdsvis rene stil vandt snart anerkendelse, især da kunstnerens evne for den yndefulde, om end noget tomme skønhed faldt godt i tidens smag; i så henseende er hans mest populære værk betegnende, Den bodfærdige Magdalena (ca. 1742, forhen i Gemäldegalerie, Dresden, ødelagt ved bombeangrebet 13. februar 1945). Han fik talrige bestillinger på alterbilleder til italienske kirker (Rom, Brescia, Lucca, Parma m.fl.), og udlandets kunstelskende fyrster, kongerne af Polen og Preussen, dronningen af Portugal etc., hædrede ham med bestillinger, særlig på mytologiske emner eller på portrætter; for Josef II malede han således et portrætbillede af kejseren og storhertug Leopold (Kunsthistorisches Museum i Wien), som skaffede ham adelsværdigheden; han portrætterede paverne Benedikt XIV, Clemens XIII og Pius VI, kurfyrst Karl Theodor og mange flere. Andre bekendte værker: Thetis, Achilleus og kentauren Chiron, Scipios afholdenhed, En hellig familie (Eremitagemuseet), Darius' familie for Alexander samt den store altertavle Jesu hjerte, tilbedt af de fire verdensdele (1780, Lissabon).
Statens Museum for Kunst har af Batoni to portrætter af engelske gentlemen.